# Мамедбеков, Расул Тариэлевич
Расул Тариэлевич Мамедбеков (англ. Mamedbekov Rasul; род. 16 апреля 1992 года, город Тольятти) — российский спортсмен, профессиональный боец смешанных единоборств, черный пояс по бразильскому джиу-джитсу, чемпион Европы по грэпплингу (UWW), чемпион Мира по бразильскому джиу-джитсу (ACB JJ), серебряный и бронзовый призёр чемпионатов Мира по грэпплингу (UWW), бронзовый призёр международного турнира «Кубок Содружества» по MMA. Мастер спорта России по самбо. Мастер спорта России по джиу-джитсу. Мастер спорта России Международного класса по спортивной борьбе «грэпплинг». Член сборной России по спортивной борьбе грэпплинг (с 2019 по 2022 г.)

## Биография
Расул Тариэлевич Мамедбеков родился 16 апреля 1992 года, в Самарской области, г. Тольятти. По национальности лезгин.